# Mount Baker, Washington
Mount Baker, även Koma Kulshan och Kulshan, är en aktiv stratovulkan i delstaten Washington i nordvästra USA. Dess högsta punkt är belägen 3 286 m.ö.h.